# Рей, Курт
Курт Рей (нем. Kurt Rey; родился 10 декабря 1923 года) — швейцарский футболист, игравший на позиции защитника за команду «Янг Феллоуз Цюрих». В составе сборной Швейцарии сыграл 1 матч — участник чемпионата мира 1950 года.

## Карьера
Курт Рей выступал за футбольный клуб «Янг Феллоуз Цюрих». В составе сборной Швейцарии он провёл один официальный матч, дебютировав 11 июня 1950 года в товарищеском матче против Югославии. В том же году Курт отправился со сборной на чемпионат мира в Бразилию. На турнире Рей был резервным игроком, поэтому не сыграл ни одного матча — его команда заняла только третье место и не смогла выйти в финальную часть чемпионата.